# Ziegesar (Adelsgeschlecht)

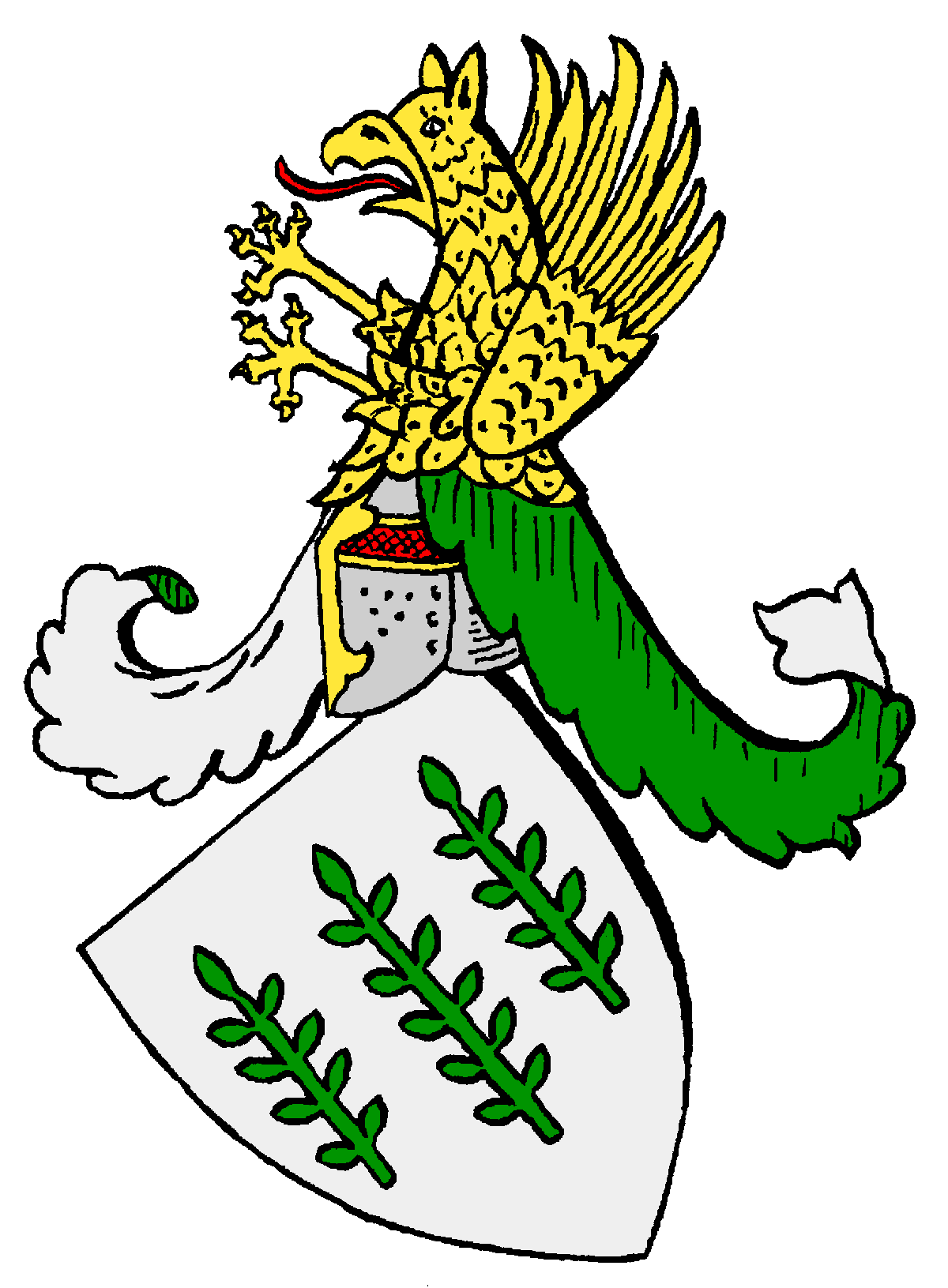
Stammwappen derer von Ziegesar

Von Ziegesar ist der Name eines kurbrandenburgischen Uradelsgeschlechtes.

## Herkunft
Seit dem frühen 13. Jahrhundert ist das Geschlecht von Ziegesar in der Mark Brandenburg nachweisbar. Der Name des Geschlechtes leitet sich von der heute noch existierenden Burg Ziesar ab. Ziesar war ein mittelalterlicher Bischofssitz. Urkundlich erscheint die Familie erstmals 1204 mit Otto von Segesere auf Wachow im Havelland, der vermutlich als Burghauptmann auf Ziesar diente. Die ununterbrochene Stammreihe beginnt 1445 mit Hans van Seyser auf Lienewitz (Zauche), Sandberg und Lübnitz (Grafschaft Belzig). Die Namensform wechselte zwischen Segesere, Jezere, Seyezer, Zegeser, Tzigeser, Tzygeser, Ziesar und seit 1582 Ziegesar.
Theodor Fontane hat in seinem Werk Wanderungen durch die Mark Brandenburg die Familie eindrucksvoll beschrieben.

## Geschichte und Familienmitglieder
Lange Zeit konnte die Familie in Brandenburg ein gesichertes adliges Leben führen und kam zu beträchtlichem Wohlstand. Aus verschiedenen Gründen war ihre Existenz gegen Ende des 16. Jahrhunderts gefährdet. Man musste Ländereien abgeben, z. B. die Herrschaft Buckow und Gebiete um die Burg Belzig im Herzogtum Sachsen-Wittenberg, und das Geschlecht zerfiel in mehrere Linien und verteilte sich über ganz Deutschland.

### Kursächsische Linie
Ein Zweig der Familie wurde in Kursachsen sesshaft: Christian Ehrenfried von Ziegesar (1632–1708) wurde Schlosshauptmann der Moritzburg in Zeitz. Nachkommen dieser Linie sind:
- Christian Siegmund, Sohn von Christian Ehrenfried, ging in Sachsen-Gothaische Militärdienste
- Christian Adolph (1695/1700–1774), Sohn von Christian Ehrenfried und Erbe des Ritterguts Schönau war seit 1730 am herzoglich württembergischen Hof zunächst als Musikdirektor, anschließend 1732 als Hofmarschall. Ab 1737 ist er Hofmarschall am baden-durlachischem Hof.  1742 zog er sich auf sein Gut Schönau bei Chemnitz zurück. 1740 hatte er Charlotte von Nostitz aus dem Haus Sohland geheiratet.

- Sein Sohn Christian Ehrenfried Anton (1744/47–1816), Kreishauptmann, musste 1797 Gut Schönau wieder verkaufen. Die Tochter Christiane Charlotte (1741–1813) heiratete 1766 den kursächs. Oberst Wilhelm Ludwig von Stieglitz (1735–1796).

- Christian Ehrenreich Wolf (1778–1824), Sohn von Christian Ehrenfried Anton

- Christian Wolf (1818–1872), erwarb ein Gut in Niederschlesien

Nachfahren des genannten Christian Wolf von Ziegesar aus der genealogischen Linie Schönau waren u. a. Elisabeth von Ziegesar (1856–1887), seit 1. Juli 1883 eine dänische Gräfin von Roest wurde und am Folgetag auf Schloss Ballenstedt Julius Prinz zu Schleswig-Holstein-Sonderburg-Glücksburg, Hoheit, ehelichte. Ebenso zur Linie Schönau gehörte der spätere Generalmajor Hans von Ziegesar, Kampfkommandant von Leipzig.

### Thüringer Linie
Ein anderer Zweig der Familie, dessen Stammvater Adolph von Ziegesar (1633–1693) ist, vermutlich ein Bruder von Christian Ehrenfried, dem bereits genannten, wurde unmittelbarer Ahne der Thüringer Linie des Adelsgeschlechtes. Er stand als Oberlandjägermeister in kursächsischen Diensten in Dresden. Nachkommen dieser Linie sind:
- Carl Siegmund (I.) (1665–1728), Sohn von Adolph von Ziegesar, heiratete 1706 die Tochter und Alleinerbin des Reichsfreiherrn Bernhard Friedrich Moser von Filseck, Sophia Magdalena (1675–1713). Sein Plan, seine Familie als nunmehriger Inhaber der reichsfreien Herrschaft Eschenau in der schwäbischen Reichsritterschaft zu verfestigen, ging jedoch nicht auf. Eschenau hatte den Status eines Familienfideikommisses, durfte also nicht unter Erben aufgeteilt werden, sondern nur als Ganzes vererbt werden. Diesen Status wollte Carl Siegmund aufheben, was zu langwierigen Auseinandersetzungen mit dem Haus von Moser und dem Haus Öttingen führte, nachdem

- Eberhard Friedrich (1695–1732), Sohn von Carl Siegmund (I.), die Herrschaft Eschenau 1730 an den Grafen von Öttingen-Wallerstein-Spielberg verkauft hatte.
- Carl Siegmund (II.) (1696–1754), Sohn von Carl Siegmund (I.), nach Diensten beim Markgrafen Georg Wilhelm von Brandenburg-Bayreuth, beim Markgrafen Karl III. Wilhelm von Baden-Durlach und beim katholischen Fürsten Friedrich Wilhelm von Hohenzollern-Hechingen wurde er 1742 Oberforstmeister und Berater von Herzog Ernst August in Gotha und wurde später Geheimer Rat. Er erwarb sich das Vertrauen seines Fürsten, der jedoch 1748 starb. Carl Siegmund hatte nun mit dem Widerstand einiger einflussreicher Beamte des Hofstaates zu kämpfen. 1750 wurde er durch die vormundschaftliche Regierung des Erbprinzen Ernst August Konstantin entlassen. Somit war sein Vorhaben, sich im Weimarer Staatsdienst zu etablieren, misslungen. Durch Heirat mit Christiane Sophia von Griesheim (1722–1747), der Tochter und Alleinerbin des sächsischen Hofbeamten August von Griesheim (1691–1733), kam er in Besitz von Rittergut Drackendorf bei Jena, das bis 1836 Familienbesitz blieb. Nach dem frühen Tod von Christiane Sophia 1747 heiratete er Christiana Sophie Luise von Buttlar-Grumbach (1726–1781).

Nachkomme von Carl Siegmund (II.) und Christiane Sophia:
- August Friedrich Karl (1746–1813), ab 1769 Ehemann von Magdalene Auguste (von Wangenheim), leitender Beamter in Gotha und Weimar, bis 1808 Wirklicher Geheimrat und Kanzler des Herzogs Sachsen-Gotha-Altenburg, danach bis 1813 Generallandschaftsdirektor in Weimar.

Kinder von August Friedrich Carl und Magdalene Auguste:
- Friederike Amalie Charlotte Ernestine Auguste (1769–1825)
- Ernst Carl (1771–1796), starb in Surinam
- Luise Juliane Cäcilie (1773–1831), heiratete 1789 Christian Ferdinand Georg von Werthern (1738–1800)
- Charlotte Luise Auguste (1775–1835), heiratete 1796 Adam Carl Friedrich von Wangenheim, 1797 wurde der Sohn Ernst von Wangenheim geboren.
- Friedrich (1779–1832), von 1801 bis 1832 Oberforstmeister in Hummelshain (Sachsen-Gotha-Altenburg)

Söhne Friedrichs (sie hatten ihren Lebensmittelpunkt nicht in Thüringen oder starben früh):
- Hermann (1803–1869)
- Otto (1807–1837)
- Hugo (1815–1870), von 1851 bis 1855 Revierverwalter und von 1855 bis 1870 Forstmeister in Hummelshain
- Alexander (1820–1850)

- Anton (1783–1843), ab 1825 Präsident des Jenaer Oberappellationsgerichts, ab 1829 Kurator der Universität Jena, heiratete 1807 die frühere Hofdame Anna Amalias, Luise Auguste Friedrike Amalie Freiin von Stein zu Nord- und Ostheim (1781–1855), verkaufte Gut Drackendorf an Ferdinand von Helldorff.

Kinder von Anton und Luise:
- Marie Luise Karoline (1808–1842), heiratete Carl Christian von Fritsch
- Ferdinand (1812–1854), wurde Kammerherr im Hofstaat des Erbprinzen Carl Alexander zu Sachsen-Weimar-Eisenach und 1847 auf Empfehlung von Franz Liszt Intendant des Weimarer Hoftheaters

Kinder von Ferdinand:
- Karoline (1844–1901), heiratete Karl Wilhelm Ludwig Hugo von Redern (1823–1884), Generalmajor
- Anton (II.)(1846–1913), Sohn von Ferdinand, stand im Dienste der ernestinischen Häuser
- Ida (* 1850), heiratete Fritz von Steuben

- Klara (1813–1876), heiratete Ferdinand von Helldorf (1807–1853), der von seinem Schwiegervater (Anton) Gut Drackendorf übernahm
- Marie (1824–?), heiratete Ernst Georg Johann Heinrich Carl von Plüskow, Weimarer Kammerherr und Hofmarschall

- Agnes Silvia Dorothea (1785–1858), heiratete 1814 den Jenaer Theologen Friedrich August Koethe (1781–1850).

Nachkommen von Carl Siegmund (II.) und Christiana Sophie Luise (fünf Kinder, von denen vier nicht in Thüringen zu einer Existenz fanden):
- Franz Louis Ernst Carl (1748–1826), stand in Diensten des Herzogs von Sachsen-Meiningen und war am Hofe des Herzogs tätig.

## Standeserhöhung
Der Herzog von Nassau Friedrich August erkannte 1812 den Freiherrenstand der in Nassau ansässigen Linie an, die bereits seit 1774 auch der Frankfurter Patriziergesellschaft Alten Limpurg angehörte (die Alten Limpurger Linie erlosch 1901). Erwerber des Freiherrendiploms war Carl August Ludwig Adolf von Ziegesar (* 1776; † 1829), erst im Dienst des Fürsten zu Wied-Runkel, dann des Herzogs von Nassau. Sein Vater Wilhelm von Ziegesar (* 1750 in Drakendorf; † 1794 in Paramaribo auf Suriname), war nassauischer Oberhofmeister und Herr auf Schierstein am Rhein. Er hatte durch Einheirat die Mitgliedschaft zur Alten Limpurg erworben. Eine Akte zu den Freiherren von Ziegesar liegt im Hauptstaatsarchiv Stuttgart, bezüglich der Aufnahme des Hauptmanns Heinrich Friedrich von Ziegesar und seiner Familie in die württembergische Adelsmatrikel (Familien des nicht begüterten Erbadels). Am 12. Oktober 1907 wurde im Königreich Württemberg sämtlichen Nachkommen des 1815 in Ludwigsburg geborenen Obersten Adolf von Ziegesar der Freiherrenstand bestätigt.
Die freiherrlichen Linien stellten in der Folgezeit mit Freiherr Hermann von Ziegesar (* 1861), Generalleutnant und Freiherr Eberhard von Ziegesar (* 1864), Generalmajor, einige höhere Offiziere. Freiherr Georg von Ziegesar (* 1880) wurde Jurist und Ober-Regierungsrat.

## Wappen
- Das Stammwappen zeigt in Silber drei aufgerichtete grüne Hanfstengelblätter nebeneinander. Auf dem Helm mit grün-silbernen Decken ein wachsender goldener Greif. Der Wahlspruch lautete: „Ad pulchra per aspera“.
- Freiherrendiplom 1812: In Silber drei aufgerichtete grüne Eichenblätter nebeneinander. Auf dem Helm mit grün-silbernen Decken ein wachsender silberner Greif.[3] Der Schild der Freiherren von Ziegesar wurde 1780 auch blau, die Blätter silbern, Helmdecken blau-silbern und der wachsende Greif silbern dargestellt. Die 1818 von Heinrich Friedrich von Ziegesar bei der württembergischen Kommission für die Adelsmatrikel eingereichte Wappengraphik ist tingiert wie 1812, jedoch die Greifenhelmzier golden.[8]

August Friedrich Karl von Ziegesar (1746–1813) dienten zwei Greifen auch als Schildhalter in seinem Exlibris, mit der Devise Nulla dies sine linea (Kein Tag sei ohne Fortschritt).

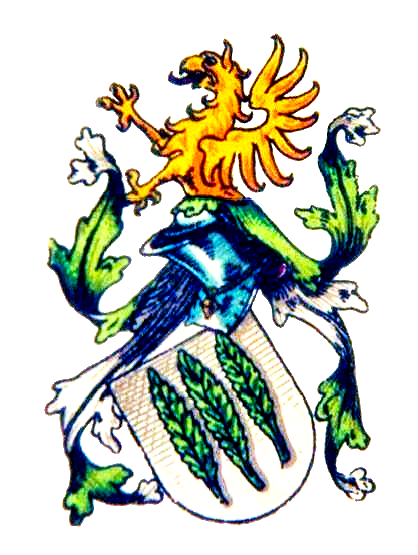
Wappen derer von Ziegesar
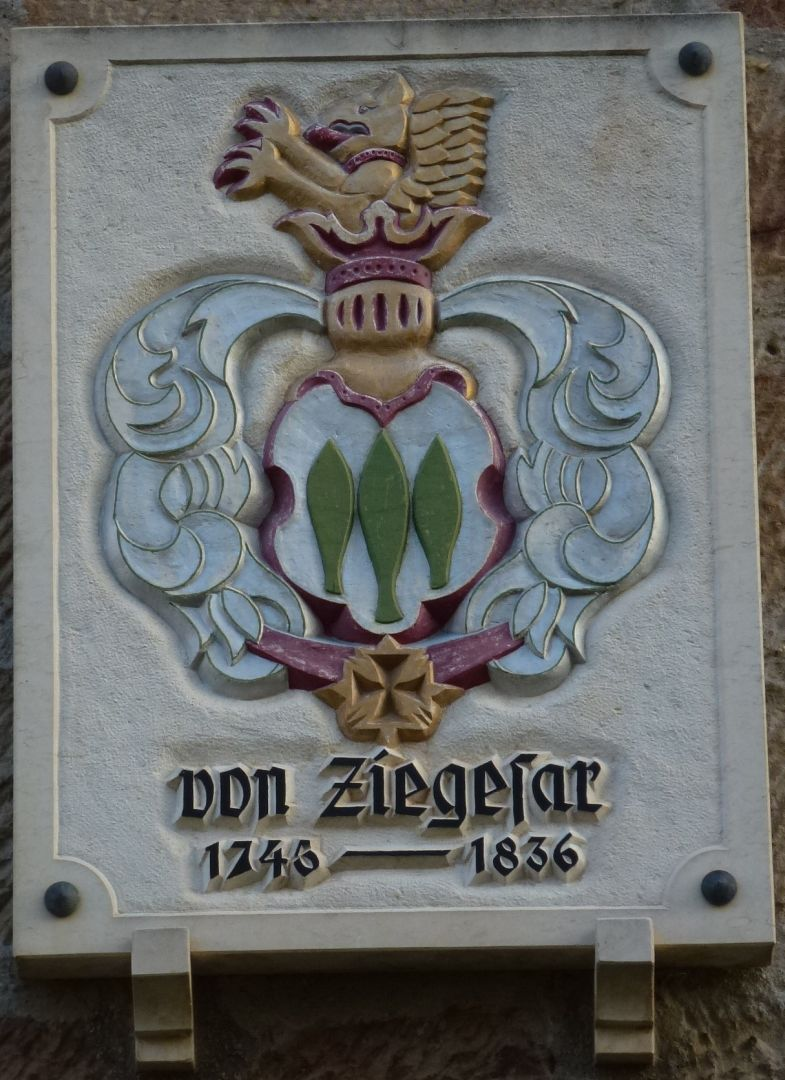
Wappen am Rittergut in Drackendorf

## Weitere Literatur
- Detlef Jena: „Ach! Luise ...!“ Der Freiherr von Ziegesar, Rußland und der parlamentarische Konstitutionalismus in Sachsen-Weimar-Eisenach während der ersten Hälfte. Verlag Dr. Bussert & Stadeler, Jena/Leipzig/Quedlinburg 2000, ISBN 3-932906-29-2, S. 43 ff.
- Marko Kreutzmann: Zwischen ständischer und bürgerlicher Lebenswelt – Adel in Sachsen-Weimar-Eisenach 1770–1830. In: Veröffentlichungen der Historischen Kommission für Thüringen, Kleine Reihe, Band 23, Böhlau-Verlag, Köln/Weimar 2008. ISBN 978-3-412-20031-2.